# Santiago Barragán
Santiago Barragán Portilla (Almendralejo, 1987. március 18. –) spanyol motorversenyző, legutóbb a MotoGP 125 köbcentiméteres géposztályában versenyzett. Eddig összesen hét versenyen indult, ezeken nem sikerült pontot szereznie.